# Sphon Noiwong
Sphon Noiwong (thailändisch สพล น้อยวงษ์; * 7. September 2005), auch als Gate bekannt, ist ein thailändischer Fußballspieler.

## Karriere
Sphon Noiwong erlernte das Fußballspielen in der Jugend der Khlong Khon Academy in Samut Songkhram. Seinen ersten Profivertrag unterschrieb er im Juli 2024 beim Zweitligisten Police Tero FC. Sein Zweitligadebüt für den Verein aus der Hauptstadt Bangkok gab Noiwong am 18. August 2024 (2. Spieltag) im Heimspiel gegen den Nakhon Si United FC. Bei dem 2:1-Erfolg wurde er in der 83. Minute für Sattawas Leela eingewechselt.